# Phoebe hunanensis
Phoebe hunanensis (лат.) — вид двудольных растений рода Фебе (Phoebe) семейства Лавровые (Lauraceae). Впервые описан австрийским ботаником Генрихом фон Хандель-Маццетти в 1921 году.

## Распространение и среда обитания
Эндемик Китая, известный из провинций Аньхой, Ганьсу, Гуйчжоу, Хубэй, Хунань (отсюда же типовой экземпляр), Цзянсу, Цзянси и Сычуань, в некоторых источниках ареал расширяется до провинции Шэньси. Растёт по берегам рек, в долинах.

## Ботаническое описание
Кустарник или небольшое дерево высотой в среднем 3—8 м. Ветви красновато-коричневые или красновато-чёрные.
Листья кожистые, широко обратноланцетовидные, редко обратнояйцевидно-ланцетовидные; нижняя часть красновато-фиолетовая, верхняя часть у отмирающего листа покрывается сизым или бело-мучнистым налётом.
Соцветие с грязно-белыми цветками размером 0,4—0,5 см.
Цветёт в мае и июне, плодоносит в августе и сентябре.